# Carmelo Algarañaz
Carmelo Algarañaz Añez (Santa Cruz de la Sierra, 27 de enero de 1996) es un futbolista boliviano. Juega como delantero. Actualmente milita en Kalamata FC de la Segunda Superliga de Grecia.

## Selección nacional
Con la Selección Sub-20 compitió en la Sudamericana Sub-20 en 2015 en Uruguay, donde debutó en la derrota 5-0 ante ' Ecuador y fue sustituido a los 55' por Rodrigo Mejido.
Es convocado para la Copa América Centenario de Estados Unidos, en sustitución del lesionado Samuel Galindo.
Debutó en la selección absoluta el 29 de mayo de 2016 en una derrota por 4-0 en un amistoso ante Estados Unidos, jugando como titular y siendo sustituido en el minuto 45 por Bruno Miranda.
El 28 de marzo de 2023 anotó su primer gol oficial con la selección mayor en un partido amistoso que ganó Bolivia 2-1 a Arabia Saudita.

#### Goles internacionales
| N.º | Fecha                    | Sede                                                                 | Rival          | Marcador | Resultado | Competición                       |
| --- | ------------------------ | -------------------------------------------------------------------- | -------------- | -------- | --------- | --------------------------------- |
| 1   | 28 de marzo de 2023      | Ciudad Deportiva del Príncipe Abdalá al-Faisal, Yeda, Arabia Saudita | Arabia Saudita | 2–1      | 2–1       | Amistoso                          |
| 2   | 22 de marzo de 2024      | Estadio Nelson Mandela, Argel, Argelia                               | Argelia        | 1–1      | 2–3       | FIFA Series 2024                  |
| 3   | 5 de septiembre de 2024  | Estadio Municipal, El Alto, Bolivia                                  | Venezuela      | 2–0      | 4–0       | Clasificación Mundialista de 2026 |
| 4   | 10 de septiembre de 2024 | Estadio Nacional, Santiago, Chile                                    | Chile          | 0–1      | 1–2       | Clasificación Mundialista de 2026 |

## Clubes
| Club              | País    | Año               |
| ----------------- | ------- | ----------------- |
| Oriente Petrolero | Bolivia | 2015              |
| Petrolero         | Bolivia | 2016              |
| Oriente Petrolero | Bolivia | 2016 - 2017       |
| Sport Boys Warnes | Bolivia | 2018              |
| Always Ready      | Bolivia | 2019              |
| Oriente Petrolero | Bolivia | 2020              |
| Always Ready      | Bolivia | 2021              |
| Ismaily SC        | Egipto  | 2022              |
| Always Ready      | Bolivia | 2022              |
| Bolívar           | Bolivia | 2023 - 2024       |
| Kalamata FC       | Grecia  | 2024 - Actualidad |

## Palmarés

### Títulos nacionales
| Título          | Club    | País    | Año  |
| --------------- | ------- | ------- | ---- |
| Copa de la Liga | Bolívar | Bolivia | 2023 |